# تروریسم کاغذی
تروریسم کاغذی (انگلیسی: Paper terrorism) واژه جدیدی است که به حق مالکیت دروغین، دعوی‌های حقوقی پوچ، اعتبارنامه ساختگی و دیگر اسناد و مدارک حقوقی فاقد پایه و اساس گفته می‌شود که فاقد پایه‌های محکم حقیقی بوده و به عنوان یک روش آزار و اذیت به ویژه علیه مقامات دولتی به کار گرفته می‌شوند. این روش‌ها در میان برخی از گروه‌های ضد دولتی و کسانی که با جنبش رستگاری مرتبط هستند محبوب بوده‌است. مارک پیتکاواج از اتحادیه ضد افتراء گفت که پوسه کامیتاتوس پیشگام این روش‌ها بود.
برخی از قربانیان تروریسم کاغذی مجبور به اعلام ورشکستگی شدند. مقاله ای از مرکز حقوقی فقر جنوبی بیان می‌کند که در تاکتیک دیگری، گزارش‌هایی با سرویس درآمد داخلی تهیه می‌شود که در آن دشمنان سیاسی خود را به دروغ متهم می‌کنند که در آمدهای گزارش نشده‌ای دارند. چنین پرونده‌های پوچ نیز سیستم دادگستری را قفل کرده و باعث می‌شود رسیدگی به سایر پرونده‌ها با سختی بیشتری انجام شود از جمله به چالش کشیدن مالکیت دولت و سایرین بر املاک.
یکی دیگر از روش‌های تروریستم کاغذی، اعلام ورشکستگی علیه دیگران است که تلاش می‌کنند رتبه‌های اعتباری آنها را خراب کنند.
در اوایل دهه ۲۰۰۰، یک گروه شبه نظامی به نام «جمهوری تگزاس»، این ادعا که تگزاس از نظر قانونی مستقل بوده‌است، یک «کمپین تروریسم کاغذی» براه انداخت که در آن از ادعاهای فریبکارانه برای زمین و انجام بررسی‌های بد استفاده کرد تا دادگاه‌های تگزاس را گرفتار کند.